# Callitris endlicheri
Callitris endlicheri é uma espécie de conífera da família Cupressaceae.
Apenas pode ser encontrada na Austrália.